# Lieuvillers

Lieuvillers este o comună în departamentul Oise, Franța. În 1 ianuarie 2022 avea o populație de 708 de locuitori.